# Melvin Laird
Pour les articles homonymes, voir Laird (homonymie).
Melvin Robert Laird dit Bom Laird, né le 1er septembre 1922 à Omaha (Nebraska) et mort le 16 novembre 2016 à Fort Myers (Floride), est un homme politique américain. 
Membre du Parti républicain, il est secrétaire à la Défense entre 1969 et 1972 dans l'administration du président Richard Nixon.

## Biographie

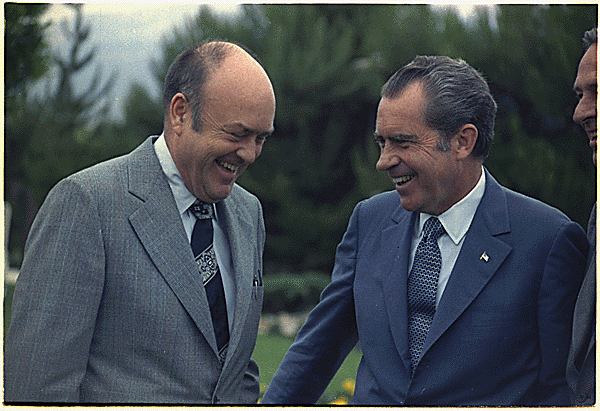
Melvin Laird et Richard Nixon en 1973.

Melvin Laird est né à Omaha (Nebraska) de Melvin R. Laird, pasteur presbytérien, et de Helen Connor. L'année suivant sa naissance, sa famille déménage à Marshfield où ils détiennent forêts et scieries. Engagé dans la United States Navy de 1942 à 1946, Laird sert dans le Pacifique durant la Seconde Guerre mondiale et reçoit la Purple Heart. Parallèlement, il étudie au Carleton College, dont il est diplômé d'un bachelor of arts en 1944.
En 1946, il succède à son père décédé au sein du Sénat du Wisconsin. Il a alors 23 ans. En 1952, il est élu à la Chambre des représentants des États-Unis, dans le 7e district du Wisconsin. Il est réélu à huit reprise jusqu'à sa démission le 21 janvier 1969.
Melvin Laird est secrétaire de la Défense sous la présidence de Richard Nixon, du 22 janvier 1969 au 29 janvier 1973. Durant son mandat, les États-Unis se retirent progressivement du Viêt Nam et mènent une politique de « Vietnamisation » : le nombre de militaires américains dans le pays passe de 540 000 lors de son entrée en fonction à 69 000 durant l'été 1972. Il devient ensuite conseiller du président jusqu'à la démission de celui-ci,.
Il meurt des suites d'une insuffisance respiratoire le 16 novembre 2016 à l'âge de 94 ans.